# Semiothisa yunnana
Semiothisa yunnana là một loài bướm đêm trong họ Geometridae.